# San Luis (Colorado)
San Luis is een plaats (town) in de Amerikaanse staat Colorado, en valt bestuurlijk gezien onder Costilla County.

## Demografie
Bij de volkstelling in 2000 werd het aantal inwoners vastgesteld op 739.
In 2006 is het aantal inwoners door het United States Census Bureau geschat op 680, een daling van 59 (-8,0%).

## Geografie
Volgens het United States Census Bureau beslaat de plaats een oppervlakte van
1,2 km², geheel bestaande uit land. San Luis ligt op ongeveer 2432 m boven zeeniveau.

## Plaatsen in de nabije omgeving
De onderstaande figuur toont nabijgelegen plaatsen in een straal van 48 km rond San Luis.